# Generoso Andria
Generoso Andria (Giffoni Valle Piana, 18 agosto 1939) è un politico italiano.

## Biografia
Già esponente della Democrazia Cristiana, nel 1995 viene eletto consigliere comunale a Giffoni Valle Piana con una lista civica di centro. Nel 1999 si candida con Forza Italia alle elezioni europee nella Circoscrizione Italia meridionale, risulta il primo dei non eletti, poi diventa eurodeputato il 21 giugno 2000 dopo le dimissioni di Raffaele Fitto; rimane in carica fino al termine della legislatura, nell'estate 2004.
Dal 2009 al 2012 è stato assessore alla provincia di Salerno.